# Udobni (Adiguesia)
Udobni (en ruso: Удобный) es un pueblo (posiólok) del raión de Maikop en la república de Adiguesia de Rusia. Está en la orilla derecha del río Bélaya, 5 km al norte de Tulski y 8 km al sur de Maikop, la capital de la república. Tenía 1 326 habitantes en 2010.
Pertenece al municipio Pobedenskoye.